# Ramón María Calatrava Peinado
Ramón María Calatrava Peinado (Mèrida, 26 d'abril de 1786-Madrid, 28 de febrer de 1876) va ser un polític espanyol, ministre d'Hisenda durant la minoria d'edat d'Isabel II a més de senador durant quatre legislatures.

## Biografia
Nascut el 26 d'abril de 1786 a Madrid, després de diversos treballs en l'administració pública, va participar en la Guerra del francès com Capità d'Artilleria dels voluntaris de Mèrida. Durant el període liberal de la restauració fernandina va ingressar de nou en l'administració en la Secretaria d'Hisenda, fins que la fi del període liberal el va obligar a l'exili a Anglaterra, perseguit pels absolutistes de Ferran VII, al costat del seu germà, José María Calatrava. Va tornar en 1834 i en 1836 és nomenat Comissari Regi a Cuba i Puerto Rico durant la minoria d'edat d'Isabel II. Fou elegit diputat per Badajoz en 1836, 1839, 1841 i 1854, i senador per Segovia el 1841.
Amb l'arribada de Baldomero Espartero a la Regència i l'abandó d'Espanya per Maria Cristina, va ser nomenat Ministre d'Hisenda el 17 de juliol de 1842 ocupant el càrrec fins al 9 de maig de 1843 en un gabinet de govern presidit pel marquès de Rodil. Va reaparèixer en la vida política en ocasió de la revolució de 1868 com a membre del Consell d'Estat i fou escollit senador per Madrid en 1871 i per Logronyo en 1872.
Va morir el 28 de febrer de 1876 a Madrid.